# Nathan Harriel
Nathan Harriel (Oldsmar, 23 aprile 2001) è un calciatore statunitense, difensore dei Philadelphia Union.

## Carriera

### Club
Cresciuto nel settore giovanile dei Philadelphia Union, ha esordito in prima squadra il 10 ottobre 2021, disputando l'incontro di MLS vinto per 1-2 contro l'FC Cincinnati.

### Nazionale
Nel gennaio 2024 viene convocato per la prima volta dagli Stati Uniti, con cui ha esordito il 7 giugno 2025 nell'amichevole persa contro la Turchia.

## Statistiche

### Presenze e reti nei club
Statistiche aggiornate al 10 luglio 2022.
| Stagione        | Squadra               | Campionato      | Campionato | Campionato | Coppe nazionali | Coppe nazionali | Coppe nazionali | Coppe continentali | Coppe continentali | Coppe continentali | Altre coppe | Altre coppe | Altre coppe | Totale | Totale |
| Stagione        | Squadra               | Comp            | Pres       | Reti       | Comp            | Pres            | Reti            | Comp               | Pres               | Reti               | Comp        | Pres        | Reti        | Pres   | Reti   |
| --------------- | --------------------- | --------------- | ---------- | ---------- | --------------- | --------------- | --------------- | ------------------ | ------------------ | ------------------ | ----------- | ----------- | ----------- | ------ | ------ |
| 2019            | Philadelphia Union II | USLC            | 23         | 0          |                 | -               | -               |                    | -                  | -                  |             | -           | -           | 23     | 0      |
| 2020            | Philadelphia Union II | USLC            | 13         | 0          |                 | -               | -               |                    | -                  | -                  |             | -           | -           | 13     | 0      |
| 2021            | Philadelphia Union    | MLS             | 5+2        | 0          |                 | -               | -               | CCL                | 0                  | 0                  |             | -           | -           | 7      | 0      |
| 2022            | Philadelphia Union    | MLS             | 18         | 0          | USOC            | 0               | 0               |                    | -                  | -                  |             | -           | -           | 18     | 0      |
| Totale carriera | Totale carriera       | Totale carriera | 61         | 0          |                 | 0               | 0               |                    | 0                  | 0                  |             | -           | -           | 61     | 0      |

### Cronologia presenze e reti in nazionale
| Cronologia completa delle presenze e delle reti in nazionale ― Stati Uniti | Cronologia completa delle presenze e delle reti in nazionale ― Stati Uniti | Cronologia completa delle presenze e delle reti in nazionale ― Stati Uniti | Cronologia completa delle presenze e delle reti in nazionale ― Stati Uniti | Cronologia completa delle presenze e delle reti in nazionale ― Stati Uniti | Cronologia completa delle presenze e delle reti in nazionale ― Stati Uniti | Cronologia completa delle presenze e delle reti in nazionale ― Stati Uniti | Cronologia completa delle presenze e delle reti in nazionale ― Stati Uniti |
| Data                                                                       | Città                                                                      | In casa                                                                    | Risultato                                                                  | Ospiti                                                                     | Competizione                                                               | Reti                                                                       | Note                                                                       |
| -------------------------------------------------------------------------- | -------------------------------------------------------------------------- | -------------------------------------------------------------------------- | -------------------------------------------------------------------------- | -------------------------------------------------------------------------- | -------------------------------------------------------------------------- | -------------------------------------------------------------------------- | -------------------------------------------------------------------------- |
| 7-6-2025                                                                   | East Hartford                                                              | Stati Uniti                                                                | 1 – 2                                                                      | Turchia                                                                    | Amichevole                                                                 | -                                                                          | 65’ 85’                                                                    |
| 10-6-2025                                                                  | Nashville                                                                  | Stati Uniti                                                                | 0 – 4                                                                      | Svizzera                                                                   | Amichevole                                                                 | -                                                                          |                                                                            |
| Totale                                                                     |                                                                            | Presenze                                                                   | 2                                                                          |                                                                            | Reti                                                                       | 0                                                                          |                                                                            |